# Othain
Othain é um rio localizado na França.